# Lochen am See
Lochen am See é um município da Áustria localizado no distrito de Braunau, no estado de Alta Áustria.